# Ökumenisches Kirchenzentrum (Pieterlen)

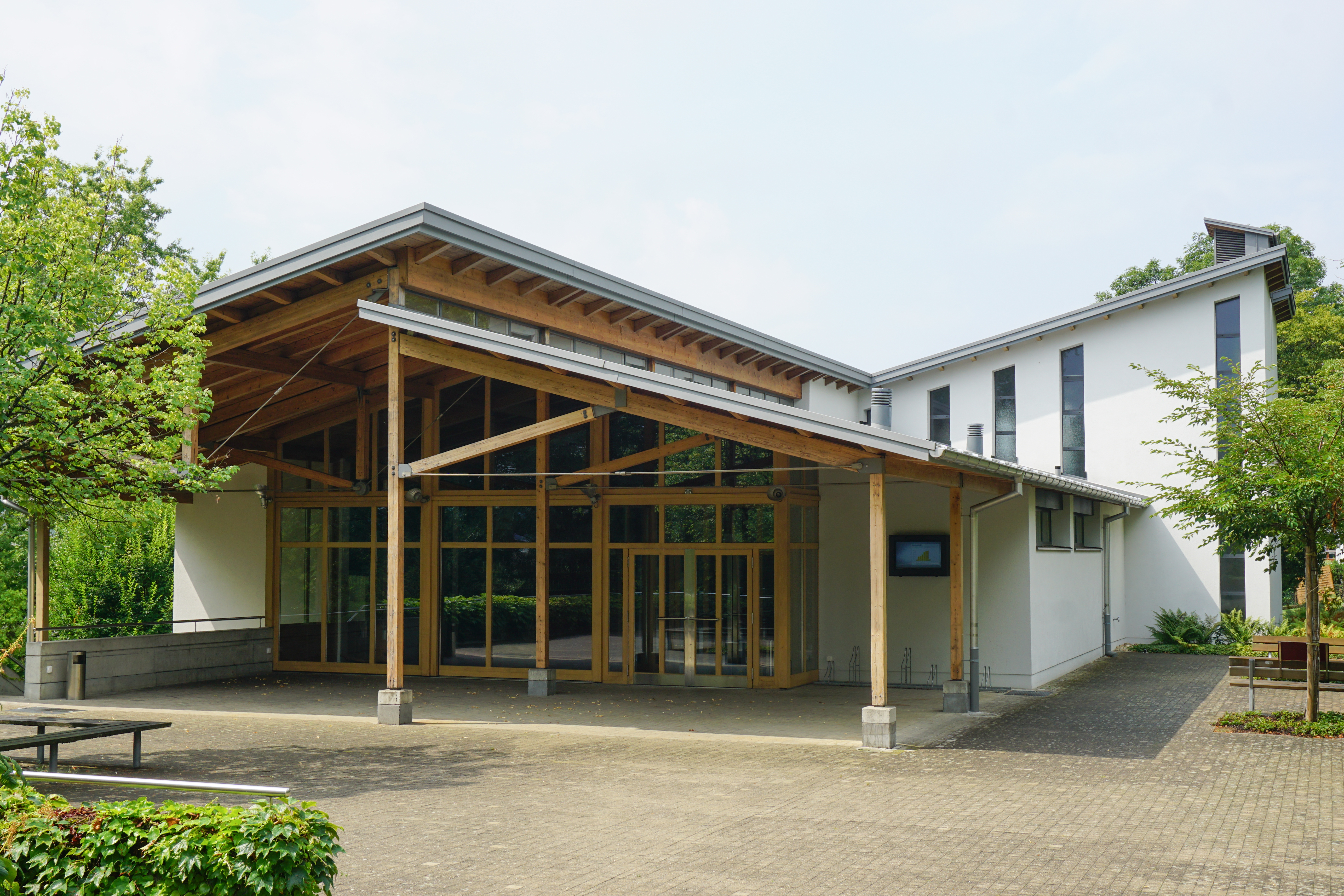
Ökumenisches Zentrum Pieterlen (1)

Das Ökumenische Zentrum Pieterlen ist ein paritätisch genutztes Gemeinschaftshaus der katholischen und evangelisch-reformierten Pfarreien von Pieterlen in der Agglomeration Biel im Kanton Bern und den angeschlossenen Gemeinden.

## Die Pfarreien
Die evangelisch-reformierte Kirchgemeinde besitzt mit ihrer Martinskirche einen eigenen Ort für Gottesdienste. Die Gottesdienste der römisch-katholischen Pfarrei finden in beiden Kirchen (Lengnau und Pieterlen) statt.

## Gebäude

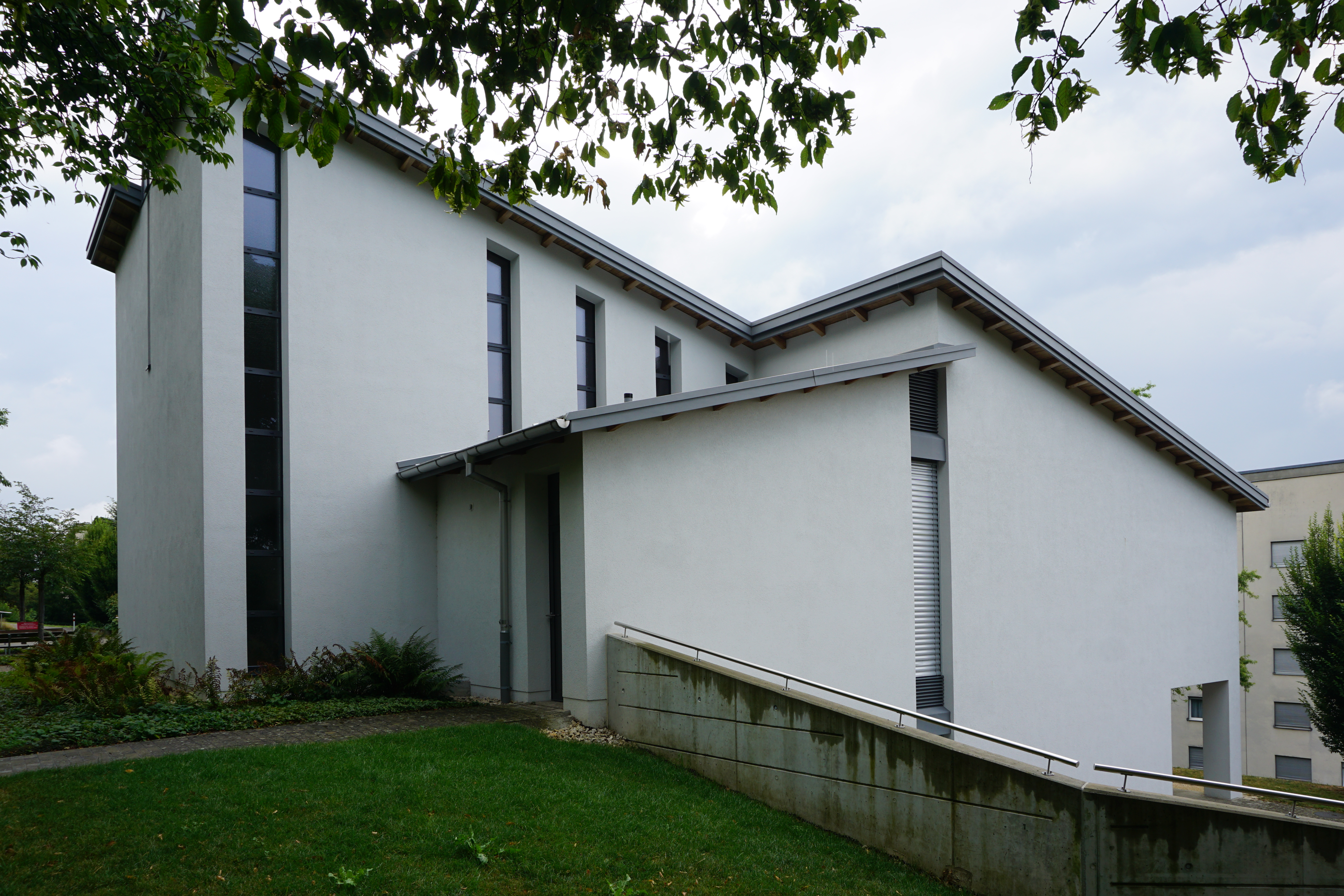
Ökumenisches Zentrum Pieterlen, Westseite

Seit 1995 steht das moderne Gebäude der Bevölkerung von Pieterlen-Meinisberg-Lengnau zur Verfügung. Das Haus am Kürzeweg 6 in Pieterlen ist von einem grossen Freigelände umgeben auf dem neben Autoparkplätzen und einem weiten Vorplatz auch ein Kinderspielplatz eingerichtet ist. Das mehrfach versetzt angeordnete Pultdach ist über den Vorplatz vorgezogen und bildet damit einen wettergeschützten Raum für Begegnungen. Der Sakralraum dient der römisch-katholischen Kirche für ihre Gottesdienste, der grosse Kirchgemeindesaal mit Küche, sowie die Sitzungs- und Unterrichtszimmer dienen für Sitzungen, Versammlungen, Unterweisung und Anlässe jeglicher Art. Teile davon sind auch privat zu mieten.
Das Zentrum wurde mit Bildern von Jürg Lenggenhager künstlerisch ausgeschmückt.

## Einzelnachweis
1. ↑   Die reformierte Martinskirche, abgerufen am 26. April 2020

Koordinaten: 47° 10′ 33,1″ N, 7° 20′ 25,6″ O; CH1903: 592557 / 224993